# Valky
Valky (ukrainsk: Валки) er en by i Bohodukhiv rajon, Kharkiv oblast (provins) i Ukraine. Valky ligger på bredden af floden Mzha, og grænser op til landsbyer som Kostiv og Gontiv Yar. Den er hjemsted for administrationen af Valky urban hromada, en af Ukraines hromadaer. Byen har en befolkning på omkring 8.721 (2021).
I maj 1920 forsøgte en bondehær fra de omkringliggende landsbyer, ifølge forskellige skøn 1.500 til 3.500 personer, der havde udråbt et "ukrainsk folkestyret område", at indtage Valky. Det mislykkedes på grund af mangel på våben, og dens medlemmer blev henrettet.
Indtil den 18. juli 2020 var Valky det administrative centrum for Valky rajon. Rajonen blev nedlagt i juli 2020 som en del af den administrative reform i Ukraine, der reducerede antallet af rajoner i Kharkiv oblast til syv. Området i Valky rajon blev slået sammen med Bohodukhiv rajon.